# Jacques J. Polak

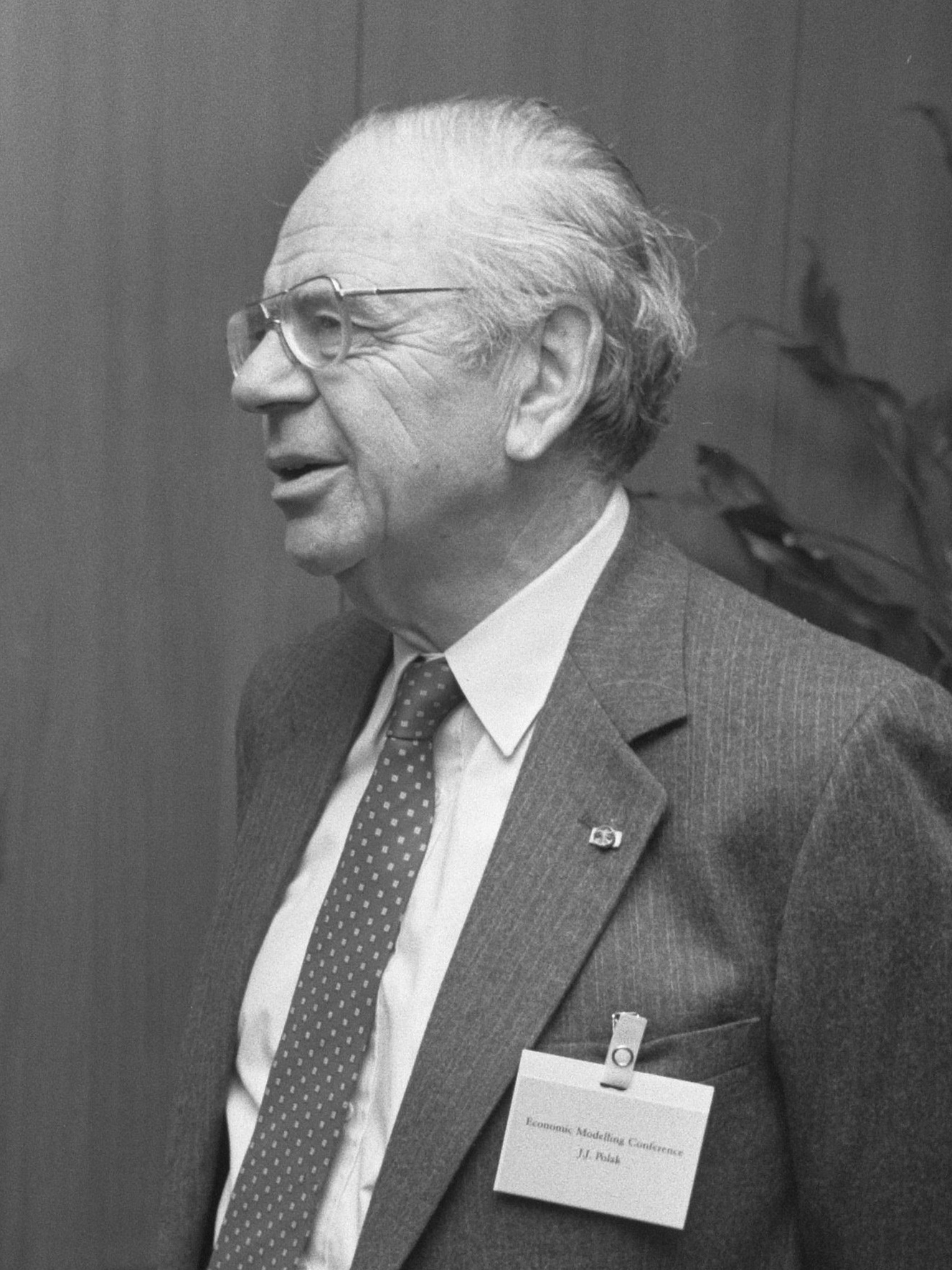
Jacques J. Polak (1987)

Jacques Jacobus Polak (* 25. April 1914 in den Niederlanden; † 26. Februar 2010 ebenda) war ein niederländischer Ökonom.

## Wirken
Polak war 1958–1979 Direktor des Research Department des Internationalen Währungsfonds (IWF), englisch: International Monetary Fund, IMF.
Jacques J. Polak war Namensgeber des „Polak-Modells“ (IMF Monetary Model), welches seit den 1950er Jahren, später in etwas modifizierter Form, der Weltbank und dem IWF als Grundlage zur Entscheidung über Kredite an verschuldete Staaten zur Finanzierung ihrer Zahlungsbilanzdefizite und für die Auswahl von geeigneten Strukturanpassungsprogrammen dient.
Seit 1978 war er korrespondierendes Mitglied der Königlich Niederländischen Akademie der Wissenschaften.